# Sublevación de Villarejo de Salvanés

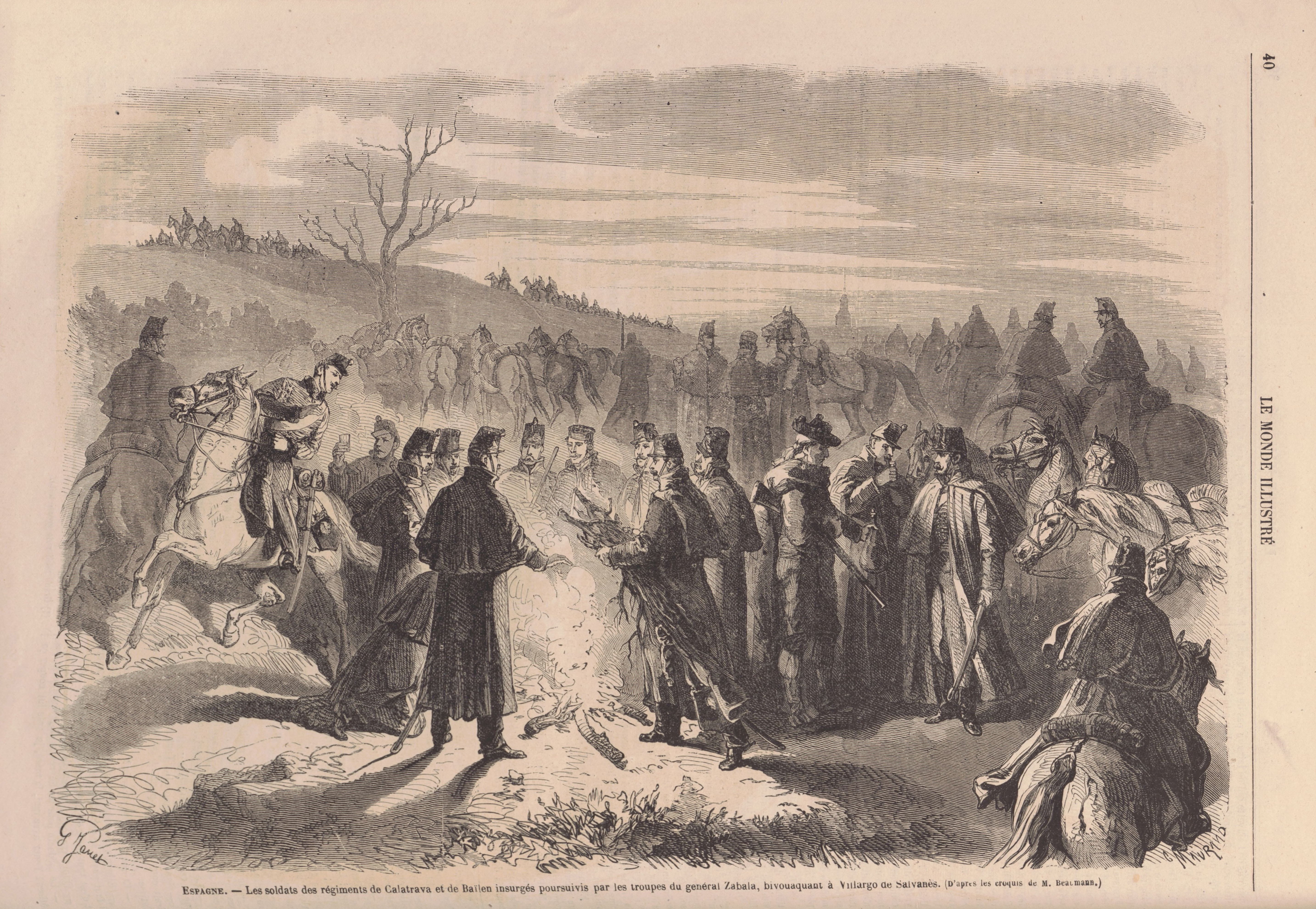
Sublevación de Villarejo de Salvanés

La sublevación de Villarejo de Salvanés fue un pronunciamiento encabezado por el general progresista Juan Prim que se produjo el 3 de enero de 1866, con su epicentro situado en la localidad madrileña de Villarejo de Salvanés, y cuyo objetivo era obligar a la reina Isabel II de España a que nombrara un gobierno del Partido Progresista presidido por Prim. Aunque se discute si la intención de los sublevados era en realidad derribar a la propia monarquía que se había convertido, a su juicio, en un obstáculo para el progreso de España, el general Prim solo pretendía forzar un cambio de gobierno para evitar, según afirmó, «que el pueblo tirase el trono por el balcón y que, con los soldados que contaba, se pondría sobre las cercas de Madrid, se le rendiría la corte y el país tendría un gobierno que, sin sangre ni disturbios, realizara la mudanza política».

## Antecedentes
Tras los trágicos sucesos de la Noche de San Daniel que condujeron a la destitución por la reina del general Narváez, el general Leopoldo O'Donnell formó un gobierno de la Unión Liberal que ofreció al general Prim un amplio grupo parlamentario para los progresistas en las futuras elecciones si conseguía que abandonaran el retraimiento, pero en la junta general del partido que se celebró en noviembre de 1865 su propuesta de participación en las elecciones volvió a salir derrotada pues solo consiguió 12 votos de los 83 emitidos.
Al no conseguir que su partido apoyara la vuelta a las instituciones, el general Prim optó por la vía del pronunciamiento para que la reina lo nombrara presidente del gobierno, emulando la experiencia de la Vicalvarada de 1854. Así el 3 de enero de 1866 Prim se pronunció, sin conocimiento del Comité central del Partido Progresista, en la localidad madrileña de Villarejo de Salvanés —Jorge Vilches sugiere que fue el propio O'Donnell quien le aconsejó que siguiera esta vía para formar un gobierno con dos militares, como el que siguió al triunfo de la Vicalvarada—. Prim pretendía dar un golpe exclusivamente militar sin contar con los civiles porque su participación daba lugar, según Prim, a «la perturbación que traen las juntas, que ya se establecen hasta en las aldeas» y que dificultaban «restablecer el principio de autoridad». Así a diferencia de otras ocasiones no hubo preparativos para la sublevación en los barrios de Madrid.

## El pronunciamiento

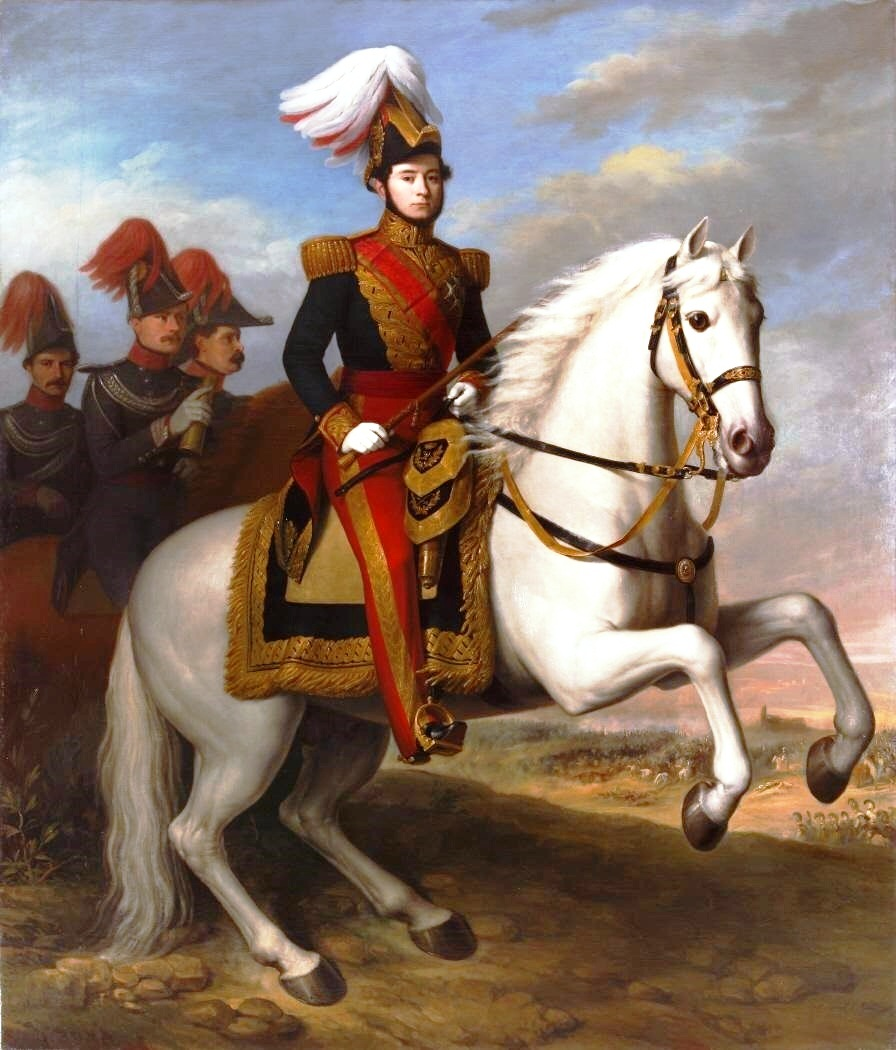
Juan Prim

El plan del general Prim era el alzamiento de varios cuarteles de los alrededores de Madrid que tomarían posiciones a la entrada de la capital y favorecerían que las unidades de la ciudad se unieran a la sublevación. En esos momentos, Madrid contaba con cerca de 40 000 hombres armados, lo que suponía cerca del 45 % del total del ejército isabelino.
El 2 de enero, Prim junto a varios ayudantes entre los que destacaba el brigadier Lorenzo Milans del Bosch, salió de su domicilio en Madrid con la intención de llegar al pueblo de Villarejo de Salvanés donde se uniría a los regimientos de Aranjuez, Leganés y Alcalá de Henares hacia donde varios enlaces habían partido para el alzamiento. Al mismo tiempo, y temiendo movimientos de tropas, el gobierno de O’Donnell había ordenado el acuartelamiento de diversas unidades, la salida a puntos estratégicos de las más fieles y el arresto domiciliario o el traslado inmediato de los jefes y oficiales menos afines.
En la madrugada del 2 al 3 de enero el Regimiento de Infantería de Burgos se colocó en la Puerta de Toledo. El 3 de enero, un regimiento procedente de Ocaña y el de Húsares de Bailén se concentraron en Aranjuez. En la mañana, las unidades de Aranjuez se dirigieron a Villarejo, pero nadie más las acompañó. A pesar de contar con un número reducido de militares, Prim hace una proclama y se dirige hacia Madrid en tres columnas pero en el camino va sufriendo diversos abandonos. Antes de llegar, Prim huye en dirección a Madridejos, después a Fregenal de la Sierra y más tarde, por la provincia de Badajoz pasa a Portugal el 20 de enero, perseguido por unidades leales al gobierno que, sin embargo, le dejan marchar sin prestarle mayor interés.
Así pues, el general Prim al frente de los regimientos de Calatrava y Bailén había intentado marchar desde Villarejo de Salvanés hacia Madrid para forzar un cambio de gobierno pero el pronunciamiento fracasó porque otras unidades militares supuestamente comprometidas no se unieron al mismo. Así que «los pronunciados pasaron unos días dando vueltas por tierras castellanas, mientras aguardaban en vano que se les sumasen otras fuerzas, y acabaron internándose en Portugal, sin atacar Madrid».

## Consecuencias
Desbaratada la intentona, el día siguiente, 4 de enero, en el mensaje de la Corona al Congreso de los Diputados, O'Donnell solicitó poderes extraordinarios que le son concedidos para perseguir a los culpables: declaración del estado de sitio en Madrid y Castilla otorgando plenos poderes al general Isidoro de Hoyos, censura de prensa —que se mantuvo hasta el 2 de febrero— y el cierre de determinados círculos progresistas, entre ellos el Ateneo de Madrid. La consecuencia inmediata será el fusilamiento de varios miembros de los alzados en armas, pero ninguno de los generales implicados.
El fracaso del pronunciamiento de Villarejo de Salvanés hizo que Prim apoyara la línea mayoritaria de su partido basada en el retraimiento y en la alianza con los demócratas, y que a partir de entonces se dedicara en cuerpo y alma a preparar una insurrección que derribara a la monarquía de Isabel II. «Así se convirtió Prim en el líder no sólo del progresismo, sino del movimiento revolucionario, falto hasta entonces de un hombre de prestigio que lo liderara». El siguiente intento, también fracasado, fue la sublevación del cuartel de San Gil que tuvo lugar seis meses después.